# August Van Wanzeele
August Van Wanzeele (Ninove, 3 mei 1916 – Watermaal-Bosvoorde, 10 september 1981) was een Belgisch rijkswachter.
Hij is de zoon van kunstschilder Jules Van Wanzeele en heeft deelgenomen aan de Achttiendaagse Veldtocht van 1940. Hij behaalde zijn licentiaat in de criminologische wetenschappen aan de ULB. Van Wanzeele was luitenant-generaal van de rijkswacht benoemd in 1975.

## Eretekens
Hij is verschillende keren onderscheiden:
- België: Herinneringsmedaille van de Oorlog 1940-1945
- België: Militair Kruis 1e klasse
- België: Medaille Militair Strijder 1940-1945
- België: Grootofficier in de Kroonorde
- Nederland: Grootofficier in de Orde van Oranje-Nassau
- Zweden: Grootofficier in de Koninklijke Orde van de Poolster
- Spanje: Commandeur Encomienda de numero in de Orde van Isabella de Katholieke